# Marsvin (gnaver)
 For alternative betydninger, se Marsvin. (Se også artikler, som begynder med Marsvin)
Et marsvin er en gnaver. Marsvin har deres oprindelse i Andesbjergene i Sydamerika. Undersøgelser baseret på biokemi og krydsning tyder på, at de er tamme dyr, der ikke findes vildt i naturen, og er efterkommere af den nært beslægtede huleart Cavia tschudii. De blev oprindeligt tæmmet som husdyr for at være en kilde til kød og spises stadig i nogle dele af verden.

## Oprindelse og etymologi
Marsvinet stammer oprindeligt fra Andesregionen omkring det nuværende Bolivia, Peru og Colombia. Dyret har en vis lighed med svin, og navnet "marsvin" betyder "havsvin", formentlig fordi dyret blev medtaget på skibe til Europa. Marsvin blev tidligere opdrættet til menneskeføde i Andesregionen og udgjorde en væsentlig kilde til protein i området, der er sparsomt med dyreliv egnet til menneskeføde. Marsvin spises stadig i dag i regionen.

## Udseende
I forhold til andre gnavere er marsvin relativt store. De mest almindelige kæledyrsracer vejer mellem 700 og 1.200 gram, når de er fuldt udvoksede og er mellem 20 og 25 cm lange. Nogle racer vejer dog op til 3 kg, når de er fuldvoksne. Marsvin bliver typisk 4-5 år gamle, men kan blive helt op til 8 år gamle. Ifølge Guinness World Records blev det længstlevende marsvin i 14 år, 10 måneder og 2 uger gammelt.. Alle marsvin har pels bortset fra en enkelt laboratorierace. Farven og længden på pelsen varierer meget mellem de forskellige racer.

## Føde
Marsvinets naturlige kost er græs. Deres kindtænder vokser kontinuerligt gennem hele deres liv og er særligt velegnede til at kværne planter. De fleste pattedyr, der græsser, er store og har et langt fordøjelsessystem. Marsvin har meget længere tyktarme end de fleste gnavere, men de skal også supplere deres kost ved at spise noget af deres afføring. Marsvin har to slags afføring, den ene er mørk og den anden er lys. Den lyse afføring stammer fra blindtarmen og marsvinet spiser denne slags, da den indeholder de B-vitaminer, fibre og bakterier som marsvinet skal bruge for at udføre fordøjelsen korrekt. Det er en adfærd som de deler med kaniner. 
Da marsvin ikke selv danner C-vitamin i kroppen har de gavn af en kost med frisk hø, såsom engrottehale. Tørfodder som produceres til marsvin er ofte baseret på engrottehale. Lucerne er også et populært fodervalg til marsvin, og de fleste marsvin spiser store mængder lucerne, når de tilbydes det. Dog er der er en vis kontrovers om at give sine marsvin lucerne. Nogle kæledyrsejere og dyreorganisationer har rådgivet om, at lucerne, som indtages i store mængder, kan føre til overvægt og blæresten på grund af det overskydende calcium som lucerne indeholder. Imidlertid nævner offentliggjorte videnskabelige kilder lucerne som en fødekilde, der kan genopbygge protein, aminosyrer og fibre.
Mange planter er giftige for marsvin, blandt andet ørnebregne, galdebær, ranunkel, agersennep, galnebær, fingerbøl, nyserod, skarntyde, liljekonval, stinkende gåseurt, stormhat, liguster, brandbæger, rabarber, markærenpris, 
almindelig torskemund og vallisneria. Derudover betragtes vedbend, egetræsblade og alle planter, der vokser fra et løg (f.eks. tulipan eller løg) normalt som giftige.

## Reproduktion
Hanner (orner) bliver kønsmodne når de er 3-5 uger gamle. Hunner (søer) bliver på ligevis kønsmodne fra de er omkring 4 uger gamle og kan blive gravide før de er fuldvoksne. En so kan yngle året rundt, men yngler dog mest i foråret. En so kan få op til fem kuld på et år. I modsætning til de fleste andre gnavere, er marsvin veludviklede med hår, tænder, kløer, delvist syn og kan bevæge sig lige efter de er født. De nyfødte marsvin går straks efter fødslen rundt og begynder selv at spise fast føde, selvom de også dier. Søer kan igen blive drægtige 6-48 timer efter fødslen, men det er ikke sundt for en hun at være konstant drægtig.
Drægtighedsperioden varer fra 59-72 dage (1,9-2,4 måneder), med et gennemsnit på 63-68 dage (2,1-2,2 måneder). På grund af den relativt lange drægtighedsperiode og ungernes store størrelse blive drægtige søer ofte meget store og aubergineformede, men ændringen i størrelse og form hos en drægtig so varierer selvfølgelig afhængigt af kuldets størrelse. Kuldstørrelsen varierer fra 1-6, hvor tre er gennemsnittet. Den største registrerede kuldstørrelse er 9.  Marsvinemoderen har kun to brystvorter, men hun kan let opdrætte større kuld da marsvinene spiser fast føde straks efter de fødes. I mindre kuld kan der opstå vanskeligheder under fødslen på grund af for store unger. Derimod resulterer store kuld i højere forekomster af dødfødsler.